# Kenneth Fjelde
Kenneth Fjelde (30 dicembre 1955) è un ex calciatore norvegese, di ruolo difensore.

## Carriera
Fjelde ha giocato con la maglia dello Start in due periodi distinti: il primo è andato dal 1973 al 1975, mentre il secondo è andato dal 1981 al 1984. Con questa maglia, ha giocato 4 partite nelle competizioni europee per club. La prima di queste è datata 18 settembre 1974, schierato titolare nella sconfitta casalinga per 1-2 contro il Djurgården, sfida valida per l'andata dei trentaduesimi di finale dell'edizione stagionale della Coppa UEFA.